# Euplexaura media
Euplexaura media är en korallart som beskrevs av Thomson 1911. Euplexaura media ingår i släktet Euplexaura och familjen Plexauridae. Inga underarter finns listade i Catalogue of Life.